# Dokonalý trik
Dokonalý trik (v anglickém originále The Prestige) je americký filmový thriller z roku 2006 režiséra Christophera Nolana natočený podle knihy Christophera Priesta z roku 1995 Nežádoucí efekt (orig. The Prestige). Příběh sleduje Roberta Angiera a Alfreda Bordena, rivaly a jevištní kouzelníky, v Londýně na počátku 20. století. Posedlí vytvářením nejlepších iluzí upadnou do vzájemných snah se trumfnout, což má tragické důsledky.
Role Roberta Angiera se chopil Hugh Jackman, jeho protivníka Alfreda Bordena ztvárnil Christian Bale. V roli Nikoly Tesly se ve snímku objevil David Bowie. Dalších rolí se ujali Michael Caine, Scarlett Johanssonová, Piper Perabo, Andy Serkis a Rebecca Hallová. Díky filmu se režisér Nolan znovu sešel s Balem a Cainem, se kterými spolupracoval již na snímku Batman začíná.
Priestův román v dopisech převedl Nolan do scénáře spolu se svým bratrem Jonathanem a využili nelineární formu vyprávění.

## Děj
Robert Angier a Alfred Borden jsou placení pomocníci kouzelníka Miltona. Pro toho pracuje jako inženýr a tvůrce kouzelnických triků rovněž John Cutter. Angierova manželka se během jednoho vystoupení utopí a Angier se domnívá, že to bylo kvůli tomu, že Borden ji svázal novým uzlem, na který nebyla zvyklá a jenž Borden předtím ukazoval Cutterovi. Na pohřbu Borden Angiera rozčílí, když řekne, že netuší, který z uzlů použil.
Oba muži začnou každý zvlášť pracovat jako kouzelníci. Borden, vystupující pod jménem Profesor, najme inženýra Bernarda Fallona. Angier vystupuje jako Velký Danton a pracuje spolu s Cutterem, jako asistentku si najme Olivii Wenscombeovou. Borden se seznámí se Sarah, vezmou se a mají dceru Jess. Sarah se necítí dobře kvůli Bordenově zřejmé těkavosti, tvrdí, že pozná, kdy ji miluje více než kouzla a kdy ne. Když jednou Borden předvádí číslo s chycením vystřelené kulky, přestrojený Angier je požádán, aby na Bordena vystřelil. Během čísla se Angier znovu dožaduje, aby mu Borden prozradil, který uzel použil. Borden a Fallon si rychle uvědomí, že Angier střelí Bordena nabitou zbraní. Na poslední chvíli Fallon zasáhne a kulka se trefí pouze do dvou Bordenových prstů. Přestrojený Borden později sabotuje Angierovo číslo s mizejícím ptákem, čímž poškodí Angierovu pověst.
Borden začne brzy ohromovat davy svým číslem teleportujícího se muže, během kterého nechává hopsat na pódiu míček, vstoupí do skříně a okamžitě vyleze ze skříně na druhé straně pódia a míček chytne. Nové kouzlo ohromí i Angiera a Olivii. Posedlý Bordenovou porážkou si najme Angier dvojníka, ukradne Bordenův trik a trochu ho pozmění. Potlesk na pódiu si ale vychutnává dvojník, zatímco Angier ho může poslouchat pouze zpod pódia. To mu vadí a zároveň chce odhalit tajemství Bordenova triku, a tak Angier vyšle k Bordenovi Olivii, aby ukradla jeho tajemství. Ačkoli Olivia poskytne Angierovi Bordenův zašifrovaný deník, zamiluje se do Bordena a Angiera podvede – dovolí Bordenovi, aby pokazil Angierovo číslo tím, že odstraní matraci, na kterou má Angier dopadnout. Angier si tak trvale zmrzačí nohu. Na oplátku Angier a Cutter unesou Fallona a zaživa ho pohřbí. Jeho polohu Bordenovi odhalí, když jim prozradí heslo ke svému deníku. Borden řekne Angierovi slovo „TESLA“ s tím, že to není pouze šifrovací slovo k deníku, ale zároveň klíč k jeho iluzi teleportace.
Angier odjede do Colorado Springs, aby se setkal s Nikolou Teslou a zjistil tajemství Bordenovy iluze. Tesla vytvoří přístroj pro teleportace, ale ten zpočátku nefunguje. Angier se potom z Bordenova deníku dozví, že byl poslán na zbytečnou cestu. Podvedený se vrátí do Teslovy laboratoře, kde zjistí, že přístroj vytváří duplikát věci, která je do něj umístěna, jenž se objeví někde jinde. Tesla potom musí Colorado Springs opustit, protože jeho rival Thomas Edison poslal své stoupence, aby zničili Teslovu laboratoř. Angierovi ale zanechá vylepšenou verzi přístroje, ale v dopisu ho nabádá, aby přístroj zničil.
Bordenův vztah k Olivii má špatný vliv na Sarah, která začne pít. Bordenovo kolísavé chování a střídavá náklonnost spolu se vztahem mezi Bordenem a Olivií dožene Sarah k tomu, že se oběsí v Bordenově dílně. Angier se vrátí do Londýna kvůli poslední stovce vystoupení s novým číslem – opravdu teleportovaným mužem. Trvá na tom, že Cutter u tohoto čísla zůstane před jevištěm a v zákulisí mu budou pomáhat jen slepci. V nové iluzi Angier zmizí ve velkém elektrickém oblouku a okamžitě se objeví 50 yardů od jeviště na balkóně. Borden je zmaten, ale objeví padací dveře. Po jednom vystoupení sleduje Angierovy pomocníky. Ti přes město stěhují velkou nádrž na vodu. Borden znovu navštíví Angierovo vystoupení, pronikne do zákulisí a objeví zamknutou nádrž na vodu, kde se topí Angier. Borden se ho pokouší zachránit, ale Angier se utopí. Cutter tam Bordena objeví. Ten je obviněn z vraždy a odsouzen k oběšení.
Ve vězení Borden čte Angierův deník. Ten mluví přímo k Bordenovi a říká, že doufá, že ve vězení za jeho vraždu shnije. Jeho dcera Jess má být schovankyní soudu, pokud Borden nepřijme tajemnou nabídku. Muž jménem lord Caldlow pošle svého advokáta za Bordenem do vězení. Caldlow, sběratel kouzelnického náčiní, chce všechny Bordenovy přístroje a tajemství, včetně pravdy o teleportujícím se muži. Na oplátku adoptuje Jess a vychová ji v bohatství a přepychu. Borden souhlasí, ale odmítá odhalit všechno, pokud svou dceru před popravou ještě neuvidí. Když lord Caldlow Bordena v den jeho popravy ve vězení navštíví, vyjde najevo, že se jedná o Angiera. Poražený Borden mu na papíru předá tajemství svého triku, ale Angier jej roztrhá, aniž by si ho přečetl. Lorda navštíví rovněž Cutter a zjistí, že se jedná o Angiera a že je Borden nevinný. Cutter odhalí celou cenu Angierovy posedlosti, když zjistí, že adoptoval Jess. Cutter je rozčílený, protože on byl jeden z těch, kdo obvinil Bordena. Ten byl oběšen.
Cutter doprovodí Angiera do budovy, kde jsou skladovány nádrže na vodu a pomůže mu uskladnit přístroj na teleportaci. Cutter odchází s odporem, ale mlčky souhlasí s tím, že přišel Borden a zastřelil Angiera. Borden prozradí, že on a „Fallon“ byli identická dvojčata, která žila jeden život a měnila se, jak potřebovala. Jedno dvojče bylo manželem Sarah a otcem Jess, druhé milovalo Olivii – to zemřelo na šibenici. V jejich iluzi bylo dvojníkem ve skutečnosti dvojče. Svým iluzím byli tak oddáni, že jeden bratr usekl druhému prsty, aby tak napodobil zranění prvního. Flashbacky odhalí rovněž Angierovu metodu – pokaždé, když během kouzla zmizel, přístroj vytvořil duplikát – první propadl padacími dveřmi do nádrže s vodou a utopil se, druhý byl teleportován na balkón. Všechny nádrže uchovávají jednoho Angiera. Před odchodem se Alfred Borden ohlédne za nádržemi, ve kterých jsou mrtvé duplikáty a pak opouští mrtvého Angiera. Oheň začíná ničit celou budovu. Později se Cutter shledává s Bordenem a jeho dcerou.

## Obsazení
- Hugh Jackman – Robert Angier alias Velký Danton, kouzelník z aristokracie s talentem pro vystupování. Poté, co si Jackman přečetl scénář, chtěl se chopit role Roberta Angiera. Na to přišel Christopher Nolan, sešel se s ním a zjistil, že Jackman má kvality šoumenství, které Nolan hledá pro roli Angiera. Nolan řekl, že Angier „výborně rozuměl interakci mezi vystupujícím a živým publikem“, což je kvalita, o které si myslel, že ji má i Jackman. Nolan také prohlásil, že Jackman „má velký herecký rozsah, který ještě nebyl objeven. Lidé ještě neměli šanci opravdu vidět, co dokáže jako herec a tohle je postava, která mu to dovolí.“[2] Jackman své ztvárnění Angiera založil na americkém kouzelníkovi z 50. let Channingu Pollockovi.[3]
- Christian Bale – Alfred Borden alias Profesor, kouzelník z dělnické třídy s porozuměním pro magii. Bale vyjádřil zájem ztvárnit Bordena a byl obsazen až po Jackmanovi. Ačkoli Nolan již předtím obsadil Balea do role Batmana v Batman začíná, neměl v úmyslu Baleovi svěřit roli Bordena, dokud se mu sám neozval. Nolan řekl, že Bale je tím pravým pro roli Bordena a že by bylo „nemyslitelné“ dát roli někomu jinému.[2] Nolan o Baleovi řekl, že je skvělé s ním spolupracovat a že „to, co dělá, bere velmi, velmi vážně“.[4] Režisér doporučil, aby herci nečetli původní knihu, ale Bale jeho radu ignoroval.[5]
- Michael Caine – John Cutter, jevištní inženýr pracující pro Angiera. Caine již spolupracoval s Nolanem a Balem na snímku Batman začíná, kde se ujal role sluhy rodiny Wayneových Alfreda Pennywortha. Nolan prozradil, že role Cuttera nebyla původně napsaná pro Cainea, i když to tak může vypadat. Tato postava byla vytvořena předtím, než Nolan Cainea potkal.[2] Caine popisuje Cuttera jako „Angierova učitele, otce a rádce“. Aby Cuttera dobře ztvárnil, změnil Caine svůj hlas a držení těla. Nolan později prohlásil: „Postava Michaela Caine se stává srdcem filmu. Je vřelý a dobře vyjadřuje emoce, což vás vtáhne do děje a dovolí vám postavy nesoudit příliš přísně.“[6]
- Scarlett Johanssonová – Olivia Wenscombeová, Angierova asistentka a Bordenova láska. Nolan prozradil, že moc chtěl, aby se Johansson ujala role Olivie a když se s ní setkal, roli si zamilovala.[2] Herečka chválila Nolanovy režisérské metody a ráda s ním pracovala.[7]
- David Bowie – Nikola Tesla, skutečný vynálezce, jenž vytvoří stroj pro Angiera. Pro tuto roli chtěl režisér někoho, kdo nemusí být nutně filmovou hvězdou, ale je „mimořádně charismatický“. „David Bowie byl opravdu jediný chlap, o kterém jsem přemýšlel kvůli roli Tesly, protože jeho funkce v příběhu je malá, ale velmi důležitá.“ řekl Nolan.[2] Nolan se Bowiemu ozval, ale ten nejdříve roli odmítl. Jako celoživotní fanoušek Bowieho hudby se Nolan vydal do New Yorku, aby zpěváka požádal o ztvárnění role osobně. Řekl mu, že nikdo jiný postavu nemůže zahrát.[8] Bowie po několika minutách přijal.[2]
- Piper Perabo – Julia McCulloughová, Angierova manželka.
- Andy Serkis – pan Alley, Teslův asistent. Serkis prozradil, že hrál postavu s vírou, že „jednou byl společenský člověk, který byl nadšen nekonformním Teslou, a tak vyskočil z lodi a odešel s ním“. Serkis popisuje svou postavu jako „strážného“, „podvodníka“ a „zrcadlový obraz postavy Michaela Cainea“. Serkis, velký fanoušek Bowieho, byl nadšen tím, že s ním může pracovat.[9]
- Rebecca Hallová – Sarah Bordenová, Bordenova manželka. Kvůli natáčení filmu se Hall musela přemístit ze severu Londýna do Los Angeles, ačkoli samotný film se odehrává na severu Londýna. Hall prohlásila, že byla nadšená jen tím, že se mohla na filmu podílet.[10]
- Ricky Jay – Milton, starší kouzelník, pro něhož Borden a Angier na začátku příběhu pracovali. Jay, známý americký kouzelník, a Michael Weber trénovali Jackmana a Bale a stručně je instruovali o různých jevištních iluzích.[5]

## Výroba
Nejdříve se na Christophera Priesta kvůli adaptaci jeho románu Nežádoucí efekt obrátili producenti režisérů Juliana Jarrolda a Sama Mendese. Na Priesta zapůsobily Nolanovy filmy Sledování a Memento. Následně producentka Valerie Dean získala pozornost Christophera Nolana pro Priestovu knihu. V říjnu 2000 se Nolan vydal do Londýna, aby propagoval své Memento. Tam si přečetl Priestovu knihu a během procházky v Highgate (lokaci, která byla později použita ve scéně, kde Angier vykupuje Bordenova inženýra) se o příběh podělil s bratrem.

## Hudba
Hudbu pro Dokonalý trik napsal anglický hudebník a skladatel David Julyan, s nímž Nolan spolupracoval již na filmech Memento a Insomnie. Podobně jako ve filmu byl soundtrack rozdělen do tří částí – Nabídka (Pledge), Změna (Turn) a Prestiž (Prestige). Někteří kritikové byli hudbou filmu zklamaní. Uznávají, že seděla ke kontextu filmu, ale nebyla zároveň příjemná sama o sobě.

## Ohlas
Dokonalý trik vynesl jen během úvodního víkendu ve Spojených státech více než 14 milionů dolarů, což z něj udělalo nejúspěšnější film víkendu. Doma celkově film utržil 53 milionů a celosvětově více než 109 milionů dolarů. Snímek získal dvě nominace na Oscara a to v kategoriích Nejlepší výprava a dekorace a Nejlepší kamera.
Film získal převážně příznivé hodnocení kritiky. Server Rotten Tomatoes na základě 187 recenzí uvádí, že 75 % recenzí filmu bylo kladných. Na Metacritic získal Dokonalý trik na základě 36 recenzí skóre 66 ze 100. Uživatelé Rotten Tomatoes hodnotí snímek 90%, uživatelé Metacritic mu udělují skóre 8,6 z 10 a u uživatelů ČSFD film získal 88%, což z něj činí 75. nejúspěšnější film mezi uživateli ČSFD.